# Diecéze alexandrijská
Diecéze Alexandria je diecéze římskokatolické církve, nacházející se v USA.

## Území
Diecéze zahrnuje okresy (parish) Avoyelles, Caldwell, Catahoula, Concordia, Franklin, Grant, La Salle, Madison, Natchitoches, Rapides, Tensas, Vernon a Winn státu Louisiana.
Biskupským sídlem je město Alexandria, kde se nachází hlavní chrám – katedrála svatého Františka Xaverského.
Rozděluje se do 50 farností. K roku 2020 měla 35 968 věřících, 64 diecézních kněží, 5 řeholních kněží, 23 trvalých jáhnů, 8 řeholníků a 16 řeholnic.

## Historie
Dne 29. července 1853 byla brevem Quum illud papeže Pia IX. zřízena z části území arcidiecéze New Orleans nová diecéze Natchitoches (dnes titulární diecéze).
Dne 6. srpna 1910 byla diecéze potlačena a její území bylo přesunuto do nové zřízené diecéze Alexandria. Dne 18. října 1976 byla dekretem In dioecesis Kongregace pro evangelizaci národů přejmenována na Alexandria–Shreveport.
Dne 16. června 1986 byla z Diecéze oddělena nová diecéze shreveportská.

## Seznam biskupů
- 1853–1875 Augustus Marie Martin
- 1876–1879 Francis Xavier Leray
  - 1879–1884 neobsazena
- 1884–1904 Anthony Durier
- 1904–1932 Cornelius Van de Ven
- 1932–1945 Daniel Francis Desmond
- 1946–1973 Charles Pasquale Greco
- 1973–1982 Lawrence Preston Graves
- 1982–1986 William Benedict Friend
- 1986–1989 John Clement Favalora
- 1989–2003 Sam Gallip Jacobs
- 2004–2017 Ronald Paul Herzog
- 2017–2019 David Prescott Talley
- od 2020 Robert William Marshall